# Ardro pri Raki
Ardro pri Raki este o localitate din comuna Krško, Slovenia, cu o populație de 80 de locuitori.